# Kungariket Arles
Kungariket Arles eller Arelat, även kallat kungariket Burgund, var ett medeltida kungadöme i södra Frankrike. Det bildades genom ihopslagningen av de två tidigare kungadömena Övre Burgund och Nedre Burgund år 933. Det bär namn efter huvudstaden Arles, som funnits där sedan antiken. 
Riket förenades år 1033 med det tysk-romerska riket genom kejsar Konrad II. Inbördes strider  och det ökade franska inflytandet i området gjorde att kejsar Karl IV avträdde riket 1378 till Frankrike.